# Pteris navarrensis
Pteris navarrensis är en kantbräkenväxtart som beskrevs av H. Christ. Pteris navarrensis ingår i släktet Pteris och familjen Pteridaceae. Inga underarter finns listade.